# 만티코어

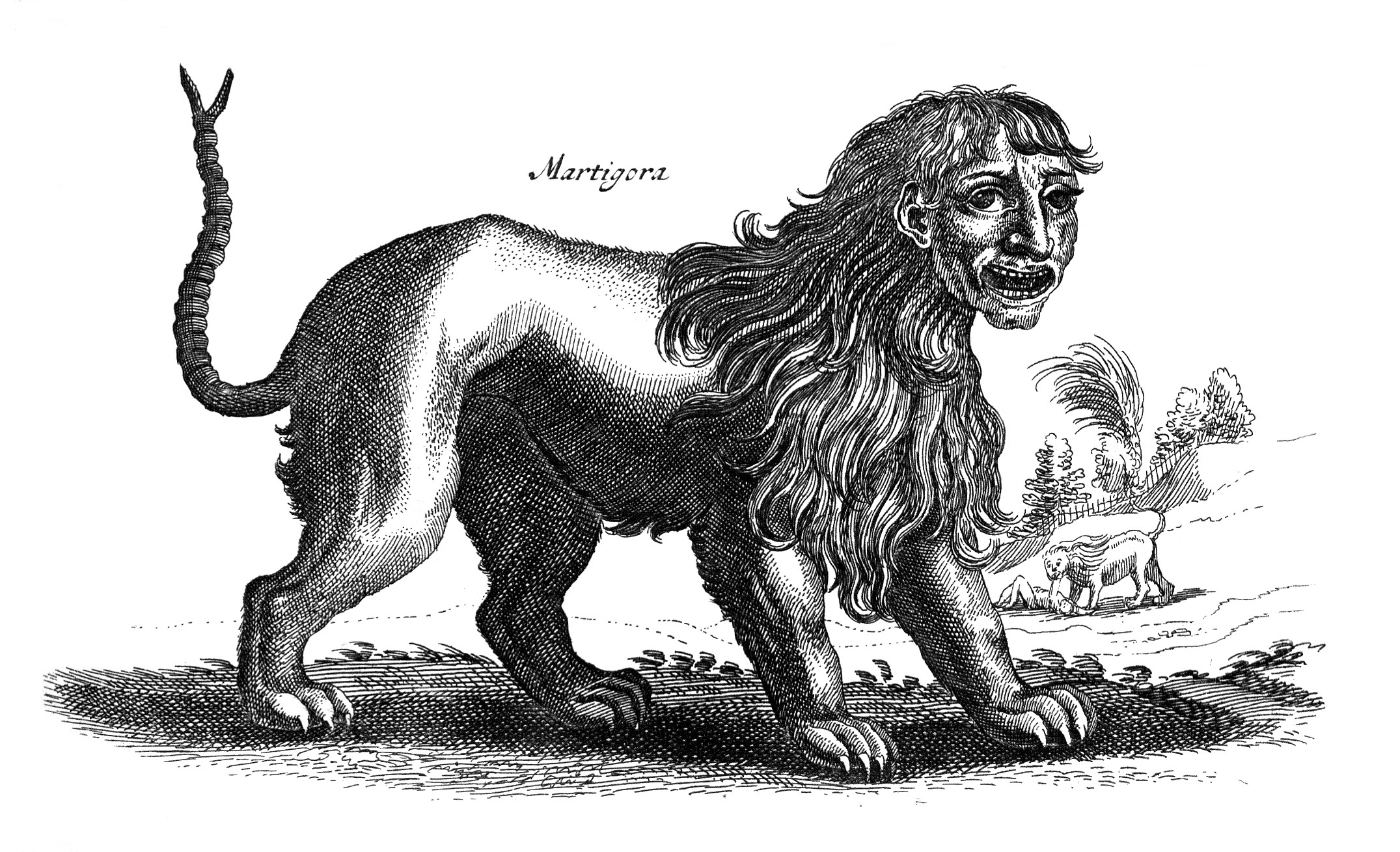
만티코어 (1657년)

만티코어(Manticore)는 서유럽 중세 미술에서도 널리 퍼진 이집트 스핑크스와 비슷한 이란의 전설의 생물이다. 인간의 머리, 사자의 몸통, 호저처럼 독성이 강한 가시가 달린 꼬리를 가지고 있는 반면, 다른 묘사는 전갈의 꼬리를 가지고 있다. 가시가 화살처럼 쏠 수 있어 만티코어를 치명적인 포식자로 만들 수 있다는 설명도 있다. 그것은 치아를 세줄로 늘어뜨려 희생자들을 통째로 잡아먹으며 뼈는 남기지 않는다. 특히 만티코어는 사람을 먹이로 잡아먹는다고 한다. 형태는 키메라(Chimera)하고 비슷하며 중국 신화에 서부 지역에 살았던 사흉인 궁기(窮奇)와 비슷하다.
만타이거(Mantyger)는 중세의 발명의 동물로 갈기를 가진 전령 호랑이의 몸뚱이와 늙은이의 머리, 멧돼지의 엄니, 긴 나선형 뿔을 가지고 있다. 어떤 전령 당국은 뿔을 소의 뿔처럼 만들고, 손과 발은 원숭이의 뿔처럼 만든다.

## 개요
마르티코라스(Marticora, Marthicoras)라고도 불리는 만티코어는 기원전 4세기에 크테시아스가 쓴 인도에 관한 지리지에 처음으로 등장한다. 그 어원은 고대 페르시아어인 'Martiya-Khwar(식인)'에서 유래되었다고 전해진다.

### 남아시아·동남아시아
인도가 원산지이며 말레이시아, 인도네시아, 에티오피아 등지에 분포되어 있고 기본적으로는 사자의 몸에 노인의 얼굴을 하고 있다. 나중에 가이우스 플리니우스 세쿤두스(라틴어: Gaius Plinius Secundus Major)가 박물지에 정리한 특징은 다음과 같다. "톱니처럼 서로 정확하게 들어맞게 되어 있는 날카로운 이빨이 삼 열로 늘어서 있고, 얼굴과 귀는 인간의 것인데 눈은 회색이고, 신체는 피같이 붉으며, 사자의 몸을 가졌는데 전갈처럼 꼬리에는 상대방을 찔러서 공격할 수 있는 뾰족한 가시가 있다. 목소리는 판의 피리와 트럼펫을 합친 것같이 들리며 매우 재빠르고 사람 고기를 가장 좋아한다."
꼬리에 대해서는 이론이 있는데 후세 프랑스의 작가 귀스타브 플로베르(프랑스어: Gustave Flaubert)는 그의 작품인 성 앙투안의 유혹(Tentation de Saint Antoine)에서 만티코어는 꼬리에서 가시를 사방 팔방으로 날릴 수가 있다고 썼다. 또한 꼬리 끝에는 가시가 모여 있어서 성게처럼 되어 있다는 주장도 있다. 만티코어는 앵무새처럼 사람의 목소리를 흉내내기도 한다.

## 내용
모든 이의 두려움의 대상이었던 괴물이며 신수의 요괴라고도 한다. 선한 행실을 시기하고 악을 장려하여 선인과 악인이 다투면 선인을 물어뜯어 죽여버린다.
악인에게는 값비싼 짐승을 잡아다 상을 하사하기도 한다. 날개 달린 사자의 형상을 하고 있다. 사진에는 백호와 비교되는 모습이다.
사흉수 중에 유일하게 하늘을 날 수 있어 공중 공격이 가능하다. 척추를 발톱으로 찍어 날아올라 높은 높이에서 떨어뜨린다.
사흉수 중에 가장 강한 존재로 사악한 힘과 사악한 정신의 완벽한 조합을 가진 흉수이다. 아이러니하게 가장 멋진 외모로 인간에게 추앙을 받고 있다고 한다. 사람을 악의 방향으로 끌어들이는 힘도 지니고 있는 요물이다.
주거의 서식지는 사막, 또는 밀림인데 몸놀림이 빠르며 인육을 매우 좋아한다. 사막에 사는 만티코어는 피부색이 보호색으로 되어 있고, 코에서는 공포를, 입에서는 질병을 뱉어낸다. 그 탐욕스러움은 군대 전체를 다 잡아먹고도 성이 차지 않을 정도라고 한다.
열대에 사는 만티코어의 가시에는 즉시 효과를 발휘하는 독이 있는데, 이는 만티코어의 독자적인 것이 아니라 우파스노키 등의 독 성분이 있는 수액을 칠했기 때문이다. 밀림 속에서 인간에게 가만히 다가가 사정권 안에 들어왔을 때 꼬리에서 독침을 퍼붓는다. 희생자는 즉사하며, 만티코어는 그후에 다가가서 뼈든 옷이든 가리지 않고 몸에 지니고 있던 바가지까지 전부 이빨로 씹어서 먹어치운다. 희생자의 것이라고는 아무것도 남지 않기 때문에 숲 속에 있는 마을에서 어느 날 갑자기 누군가 자취도 없이 사라지면 그것은 만티코어의 짓으로 여겨지곤 했다.
독침을 많이 날릴 수 있는 종류의 만티코어에게는 많은 사람들이 덤벼봐야 희생자만 늘어날 뿐이다. 반드시 무찌르지 않으면 안 될 경우에는 마법사에게 맡기는 것이 현명할 것이다.

## 유럽의 입장
만티코어는 고대 유럽인들이 동방 세계에 살고 있다고 생각한 상상의 동물 가운데 하나다. 플리니우스의 박물지에는 고대 그리스 작가 크테시아스의 말이 인용되어 있는데, 크테시아스는 만티코어를 처음 유럽에 전한 인물이다. 그의 설명에 따르면 만티코어는 인간의 얼굴과 귀를 갖고 있으며, 눈은 회색이고, 입 안에는 치아가 빗처럼 촘촘하게 세줄로 늘어서 있다.
사자의 몸을 하고 있는데 온통 붉은색이고, 목소리는 판의 피리와 승리의 나팔 소리를 합쳐 놓은 것 같다. 꼬리 끝에는 전갈처럼 적에게 쏠 수 있는 뾰족한 가시가 달려 있다. 사람 고기를 가장 좋아하며 몸놀림이 매우 재빠르다.
프란체스코회 수도사였던 프랑스의 철학자 바트솔로뮤 앵글리쿠스(프랑스어: Bartholomus Anglicus)는 자신의 저서 '사물의 성질에 관하여'(Deproprietatibus rerum)에 만티코어에 대한 이야기를 적어놓았다. 인도에 사는 이상하게 생긴 이 괴물은 곰의 몸과 털가죽에 네 다리는 사자와 비슷한데 인간의 얼굴을 하고 있다. 붉은색 머리에 달린 시뻘건 입속에는 세 줄로 늘어선 뾰족한 이빨이 빼곡히 들어차 있고, 꼬리에는 전갈처럼 공격할 수 있는 가시가 돋아 있다. 목소리는 호각 소리 같은데 듣는 이를 두려움에 떨게 만들며, 세상 모든 야수 중 가장 잔인하고 빠르게 움직이며 사람 고기를 유독 좋아한다.
그리스 시인 필로스트라토스는 로도스의 아폴로니오스(고대 그리스어: Ἀπολλώνιος Ῥόδιος, Apollṓnios Rhódios)가 만티코어를 묘사한 내용을 전하고 있다. 이 생물은 1.2미터 정도 되는 길이에, 머리는 사람과 유사하고, 몸집은 사자만 한데, 꼬리에 길고 날카로운 가시가 달려 있다. 이 예리한 가시를 화살처럼 발사해서 먹잇감을 사냥한다.
중세기에 들어 만티코어의 기원에 관한 다양한 설이 등장한다. 벵골호랑이나 비비를 그 원형으로 보기도 하는데, '만티코어'(Manticore)라는 명칭은 '사람을 잡아먹다'라는 의미의 고대 페르시아어 '마르티코라스'(Martikhoras)에서 비롯된 건 분명한 사실이다. 하지만 고대 유럽을 거치며 엄청난 상상력이 더해진 결과, 이런 사실을 증명해내기란 쉽지 않은 일이 되었다.

## 같이 보기
- 키메라
- 히드라
- 네메아의 사자
- 스핑크스
- 궁기
- 가이우스 플리니우스 세쿤두스
- 귀스타브 플로베르
- 성 앙투안의 유혹
- 바트솔로뮤 앵글리쿠스
- 필로스트라토스
- 로도스의 아폴로니오스
- 그리스
- 이란
- 이집트
- 프랑스
- 사자
- 신수
- 요괴
- 괴물